# Алекс Веставей
Алекс Веставей — вокаліст гурту Gunship, спів-вокаліст і гітарист рок-гурту Fightstar поруч із Чарлі Сімпсоном, Омаром Абіді та Деном Хейгом.

## Ранні роки
Веставей народився і виріс в Нортгемптонширі та навчався в школі Рагбі, де зустрівся з майбутніми товаришами та засновниками компанії Horsie In The Hedge, Деном Хейгом та Алексом Джінгеллем. У нього є дві молодші сестри: Ханна, яка одружилась з Деном Хейгом, та Флер, яка керує каналом YouTube FleurDeForce [Архівовано 14 жовтня 2018 у Wayback Machine.].

## Музична кар'єра
GUNSHIP
Основна стаття Gunship (музичний гурт)
Алекс є співзасновником гурту GUNSHIP разом з Деном Хейгом та Алексом Джінгеллем. Дебютний альбом вийшов в липні 2015 року та був тепло прийнятий як критиками, так і слухачами.
Fightstar
Основна стаття Fightstar
Під час навчання в університеті, Алекс був запрошений на вечірку разом з другом Омаром Абіді. Вони вдвох зустріли Чарлі Сімпсона та утворили гурт Fightstar.У перші роки гурту Чарлі був ще активним учасником успішної поп-панк-групи Busted, музика якого сильно відрізнялася від музика Fightstar. Проте коли Чарлі залишив Busted в січні 2005 року, Fightstar провели свій перший офіційний тур по Великій Британії та випустили свій перший EP, They Liked You Better When You Were Dead у 2005 році. Після випуску наступних трьох альбомів: Grand Unification, One Day Son, This Will All Be Yours and Be Human, в 2010 році гурт вирішив зробити перерву. Проте в 2015 році вони повернулись на сцену оголосивши про тур Великою Британією та з новим альбомом під назвою Behind The Devil's Back, який був випущений 16 жовтня 2015 року.